# 玩具熊的五夜后宫：佛莱迪文件
《玩具熊的五夜后宫：佛莱迪文件》（英文：Five Nights at Freddy's: The Freddy Files）是由史葛·戈晃写作的第一本给玩具熊的五夜后宫游戏系列用的指南书。玩家可以通过这个书清楚了解到游戏中的角色、内容、策略等的详细介绍。这本书在2017年8月29日发售，比原先计划的9月7日早了一些。此书籍也在2019年6月25日发售更新版本。

## 简介
在玩具熊的五夜后宫系列的第一本官方游戏指南里，粉丝和玩家们能够探索游戏里的故事、玩法和秘密，揭开躲藏于费斯熊佛莱迪的披萨餐厅心中扭曲的奥秘。
在钻研每一款游戏的过程中，玩家可以分析出机械玩偶的地图路线、学习游戏的时间要素的运作过程，并探索触发特殊事件的方法。书中也概括粉丝们最常聊起的推理，从87之咬 VS 83之咬，到紫衣人的真正身份，到反复出现的幻觉“是我”。所有证据，以及所有游戏和小说的各个细节，都已在这玩具熊的五夜后宫扭曲的世界指南中等着粉丝们来探索。